# Елдора (Айова)
Елдора (англ. Eldora) — місто (англ. city) в США, в окрузі Гардін штату Айова. Населення — 2663 особи (2020).

## Географія
Елдора розташована за координатами 42°21′38″ пн. ш. 93°6′5″ зх. д. / 42.36056° пн. ш. 93.10139° зх. д. (42.360595, -93.101287).  За даними Бюро перепису населення США в 2010 році місто мало площу 11,21 км², уся площа — суходіл.

## Демографія
Згідно з переписом 2010 року, у місті мешкали 2732 особи в 1079 домогосподарствах у складі 671 родини. Густота населення становила 244 особи/км².  Було 1275 помешкань (114/км²).
Расовий склад населення:
| - 94,8 % — білих - 2,0 % — чорних або афроамериканців - 0,6 % — азіатів - 0,3 % — корінних американців |

До двох чи більше рас належало 1,6 %. Частка іспаномовних становила 3,7 % від усіх жителів.
За віковим діапазоном населення розподілялося таким чином: 26,5 % — особи молодші 18 років, 53,0 % — особи у віці 18—64 років, 20,5 % — особи у віці 65 років та старші. Медіана віку мешканця становила 41,6 року. На 100 осіб жіночої статі у місті припадало 107,1 чоловіків;  на 100 жінок у віці від 18 років та старших — 95,0 чоловіків також старших 18 років.
Середній дохід на одне домашнє господарство  становив 56 333 долари США (медіана — 46 776), а середній дохід на одну сім'ю — 68 559 доларів (медіана — 59 265). Медіана доходів становила 42 893 долари для чоловіків та 31 731 долар для жінок. За межею бідності перебувало 9,0 % осіб, у тому числі 11,4 % дітей у віці до 18 років та 5,8 % осіб у віці 65 років та старших.
Цивільне працевлаштоване населення становило 1197 осіб. Основні галузі зайнятості: освіта, охорона здоров'я та соціальна допомога — 23,5 %, виробництво — 16,2 %, мистецтво, розваги та відпочинок — 11,9 %, публічна адміністрація — 8,1 %.